# Белленден-Кер
Белленден-Кер (англ. Mount Bellenden Ker) — гора на северо-востоке Квинсленда, Австралия. Вторая по высоте вершина штата (высота 1593 метра).

## Название
Своё название гора получила в честь английского ботаника Джона Беллендена Кера Голера.

## Расположение
Белленден Кер находится на северо-востоке Квинсленда в 60 км к югу от Кэрнса надалеко от горы Бартл Фрер. Является частью хребта Белленден Кер.Расположена на территории национального парка Вурунуран.

## Климат
Здесь царит влажный тропический климат, среднегодовое количество осадков составляет более 8000 мм.
| Месяц                  | Янв.  | Февр.   | Март    | Апр.    | Май   | Июнь  | Июль  | Авг.  | Сент. | Окт.  | Ноя.  | Дек.  | Годовая норма |
| ---------------------- | ----- | ------- | ------- | ------- | ----- | ----- | ----- | ----- | ----- | ----- | ----- | ----- | ------------- |
| Количество осадков, мм | 996.9 | 1,201.7 | 1,304.4 | 1,082.5 | 784.1 | 457.2 | 402.0 | 309.8 | 279.1 | 340.1 | 367.4 | 564.7 | 8,053.6       |

| Месяц                  | Янв.  | Фев.  | Март  | Апр.  | Май   | Июнь  | Июль  | Авг.  | Сент. | Окт.  | Ноя.  | Дек.  | Годовая норма |
| ---------------------- | ----- | ----- | ----- | ----- | ----- | ----- | ----- | ----- | ----- | ----- | ----- | ----- | ------------- |
| Количество осадков, мм | 675.8 | 830.7 | 813.9 | 582.0 | 339.0 | 177.5 | 137.4 | 121.6 | 136.1 | 167.4 | 276.9 | 380.3 | 4,546.3       |